# ПК-10

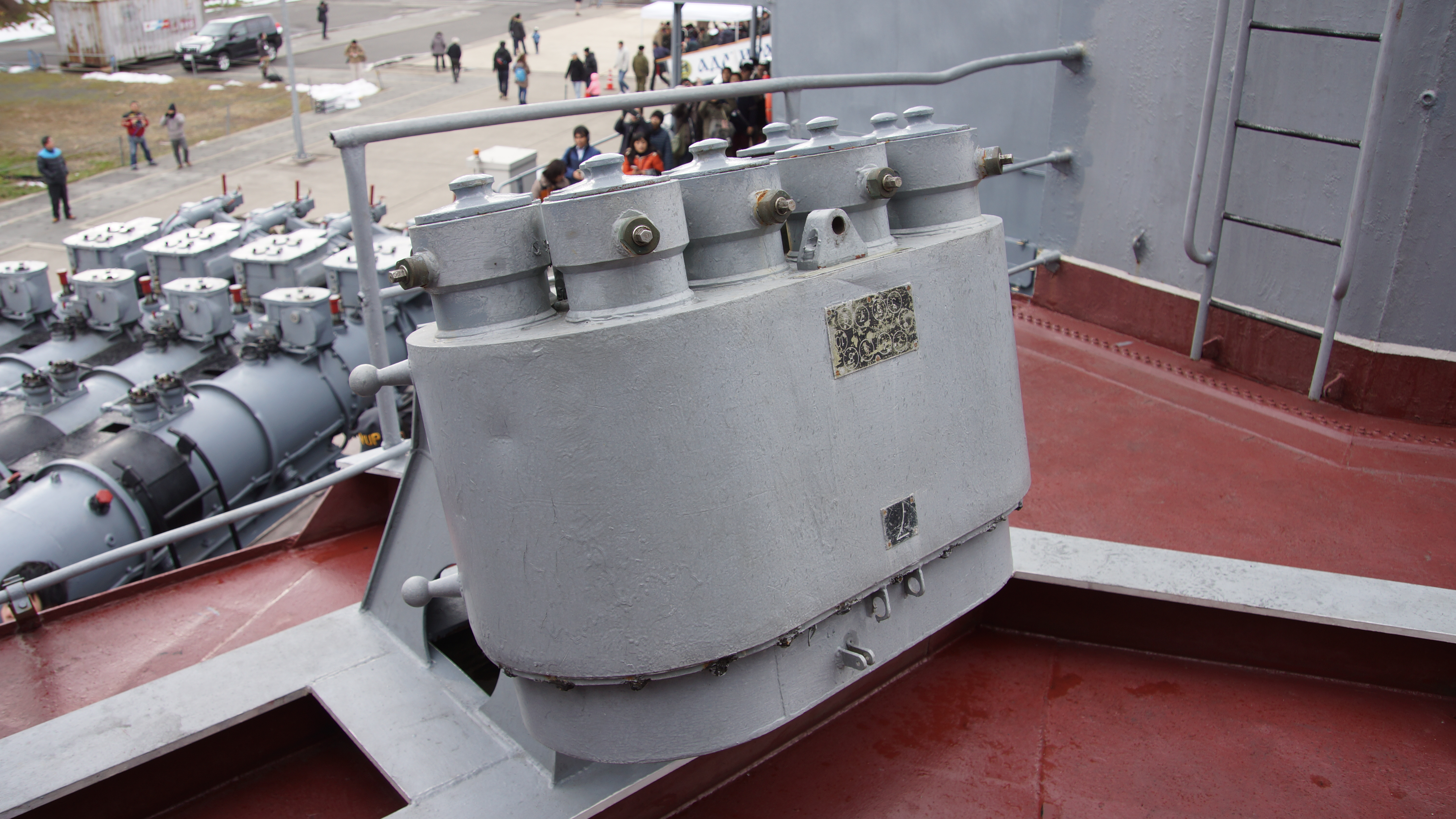
Пусковая установка КТ-216 комплекса ПК-10 «Смелый»

ПК-10 «Смелый» — советский корабельный комплекс радиоэлектронного подавления для постановки пассивных помех (дипольных отражателей и ложных тепловых целей). Комплекс был принят на вооружение в 1985 году.

## История создания
Корабельный комплекс выстреливаемых помех ближнего рубежа ПК-10 (экспортный вариант — ПК-10Э) создан специалистами московского Конструкторского бюро машиностроения (сегодня ОАО «Конструкторское бюро машиностроения») и принят на вооружение ВМФ СССР в 1984 году. Разработчик и производитель снарядов - новосибирский Институт прикладной физики (сегодня АО «Институт прикладной физики»).

## Назначение
Комплекс предназначен для повышения эффективности противовоздушной и противоракетной обороны корабля на конечном участке самонаведения различных средств воздушного нападения противника, т.е. на ближнем рубеже обороны корабля-носителя - путем постановки радиоэлектронных и оптико-электронных уводящих ложных целей. При этом на кораблях среднего и большого водоизмещения ПК-10 должен обязательно применяться совместно с аналогичными комплексами, но обеспечивающими радиоэлектронное противодействие на среднем и дальнем рубежах обороны и действующими в режимах дезинформации вражеских носителей ПКР и отвлечения ракет при поиске ими цели. Разработка комплекса была вызвана необходимостью обеспечения защиты надводных кораблей от новейших средств противокорабельного управляемого ракетного оружия, появившихся к тому времени за рубежом.
В процессе боевой работы ПК-10 обеспечивает постановку в непосредственной близости от корабля-носителя ложной цели (целей), обладающей физическими полями, превосходящими физические поля защищаемого корабля, на которые в итоге и реагирует система наведения средства поражения противника (ракета, управляемая авиабомба и пр.). В итоге происходит срыв сопровождения системой наведения средства поражения, примененного противником против корабля-носителя комплекса ПК-10, или же ее перенацеливание на ложную цель с последующим уходом «в молоко».
Комплекс ПК-10 может быть размещен на кораблях всех классов и позволяет использовать его для защиты от управляемого оружия с радиолокационными, оптико-электронными (самонаведение) и комбинированными системами наведения в любых климатических условиях, включая тропические районы. Данный комплекс может работать в автономном режиме, когда используется только его собственная аппаратура, и в автоматическом режиме, когда управление его боевым применением осуществляется посредством автоматической системы обнаружения радиоизлучений АСОР, разработчиком и производителем которой является ФГУП «Таганрогский НИИ связи».

## Общие сведения
В зависимости от главных размерений и водоизмещения корабля-носителя комплекс ПК-10 может применяться в одном из нескольких вариантов комплектации:
- для кораблей малого водоизмещения — две или четыре ПУ с пультом дистанционного управления

- для кораблей среднего и большого водоизмещения — восемь, двенадцать или шестнадцать ПУ с соответствующим по требованиям количеством пультов дистанционного управления

Наиболее распространенным вариантом на боевых надводных кораблях советского и российского флота стал комплекс в составе четырех пусковых установок. При этом каждая из указанных комплектаций может иметь несколько вариантов исполнения, которые предусматривают, в частности, оснащение всех или отдельных ПУ приводом поворота в удобную для заряжания зону (сторону). Комплекс также может комплектоваться различными вариантами вторичных источников электропитания. Предусматривается два режима стрельбы: автоматический — сериями и ручной — одиночными выстрелами (снарядами). При этом под одной серией снарядов в данном случае принято понимать один или несколько залпов из всех назначенных на стрельбу ПУ, причем в каждом залпе из каждой ПУ выпускается по одному снаряду.
В базовой комплектации комплекс включает следующие элементы (системы):
- Пусковые установки КТ-216 с 10 трубами для запуска снарядов с помехами (экспортный вариант — КТ-216-Э) — в зависимости от класса корабля — две, четыре, восемь, двенадцать или шестнадцать ПУ

- Пульт дистанционного управления с «Прибором 75» (по одному на комплекс)

- Выносной пульт управления (для комплексов с количеством пусковых установок более четырех)

- Выпрямительный агрегат — типа ВКС (питание — 3-50 Гц / 380 В) или типа ВАКС с фильтром (питание — 3-400 Гц / 220 В)

- Прибор сопряжения с автоматической системой управления типа АСОР (при ее наличии на корабле; один прибор сопряжения предусмотрен на каждые четыре ПУ)

- Соединительный ящик СЯ1 (один на каждые четыре ПУ, при условии наличия на корабле системы типа АСОР)

- Комплект ЗИП (одиночный) корабельный

- Комплект эксплуатационной документации

Прибор дистанционной стрельбы (с «Прибором 75») предназначается для:
- обеспечения световой сигнализации по цепям источников питания

- сигнализации о наличии снарядов в гнездах пусковой установки

- выполнения вручную установки исходных данных для стрельбы: номер пусковой установки, назначенной для выполнения стрельбы, количество серий (пусков) снарядов (от одной до десяти, интервал между залпами в серии - 0,3 с), количество снарядов серии из каждой назначенной для стрельбы пусковой установки - количество залпов в серии (от одной до десяти), интервал между сериями (1-2 с, далее — от 2 до 20 с с дискретностью 2 с)

- выдачи команд на пуск снарядов и на отмену пуска; выполнения самоконтроля правильности функционирования в режиме «ПРОВЕРКА ПДУ» при разряженных пусковых установках

- пуска любого снаряда из любой ПУ

- автоматического переключения с основного электропитания на резервное (аварийное)

Время ввода исходных данных для стрельбы не превышает 60 с, время непрерывной работы пульта дистанционного управления — не менее 12 ч. В свою очередь, выносной пульт управления предназначен для управления стрельбой комплекса ПК-10 из ходовой рубки корабля-носителя. Данный пульт обеспечивает переключение управления стрельбой на себя лично или на прибор дистанционной стрельбы; ведение диалога оператора выносного пульта управления с оператором пульта дистанционного управления, а также выдачу команды «Пуск СО», либо «Пуск СР», либо «Отмена пуска». Выпрямительный агрегат, как можно понять, обеспечивает комплекс ПК-10 электрическим питанием 27 В постоянного тока.

## Пусковая установка
Пусковая установка комплекса ПК-10 — десятиствольная, крепится неподвижно на палубе либо вверх стволами, либо с направлением стволов под острым углом к линии горизонта. Она обеспечивает:
- Стрельбу снарядами помех в любое время суток и года

- Любой порядок ручного заряжания и перезаряжания снарядов (при этом каждая ПУ заряжается одним типом снарядов — СО или CP)

- Удержание снарядов в гнездах установки при любых эксплуатационных нагрузках

- Выдачу в пульт дистанционного управления и автоматизированную систему управления комплекса сигнала о наличии готовых к стрельбе снарядов в пусковой установке

Время готовности пусковой установки при незаряженном ее состоянии не превышает 20 мин, а при заряженной ПУ (с учетом подачи питания и установки исходных данных для стрельбы) оно составляет не более 1 мин. При этом время от подачи команды «Пуск» до выстрела первого снаряда (при условии нахождения пусковой установки в заряженном состоянии, наличии питания и установленных уже исходных данных для стрельбы) не превышает 0,5 с. На перезаряжание одной пусковой установки требуется не более 20 мин.
В составе комплекса ПК-10 имеются так называемые «Приборы 155», представляющие собой средства обеспечения ручного контроля целостности цепей стрельбы. Причем габаритные размеры данных приборов позволяют проносить их через люк диаметром 594 мм (не менее).
Повседневное обслуживание комплекса ПК-10 обеспечивается двумя военнослужащими: механиком и электриком. При этом расчет личного состава, выполняющего перезаряжание пусковых установок комплекса в ходе его боевой работы, осуществляется исходя из условия обслуживания одним человеком только одной пусковой установки (не считая подносчиков снарядов, доставляющих из погреба боезапаса к месту нахождения пусковой установки комплекса ПК-10).
Кроме того, был разработан и вариант данного комплекса, имеющий наземный тип базирования, он получил обозначение — КТ-216-Н-Э.
Тактико-технические характеристики
Основные тактико-технические характеристики комплекса:
- Калибр — 120 мм
- Количество направленных труб — 10
- Длина установки — 655 мм (без снарядов)
- Длина стволов — ... мм
- Ширина установки — 962 мм (без снарядов)
- Высота установки — 540 мм (без снарядов)
- Масса пусковой установки, без поворотного механизма — 205 кг
- Масса поворотного механизма — 131 кг
- Общая масса пусковой установки с поворотным механизмом — 336 кг
- Дальность стрельбы — 20-70 м
- Высота постановки ложных целей — ...-... м
- Скорострельность системы — ... выстрела в секунду
- Боевой расчет — 2 чел.

## Боеприпасы
В комплексе ПК-10 применяются радиолокационные и оптико-электронные снаряды, которые внешне похожи, но различаются своим снаряжением, массой и маркировкой. Применяются серийные снаряды радиолокационных и/или оптических помех нескольких типов: АЗ-СР-50, А3-С0-50, АЗ-СОМ-50, АЗ-СК-50 и АЗ-СМЗ-50
Все снаряды могут безопасно и эффективно применяться в диапазоне температур от -40С до +50'С.
Данные снарядов
Снаряд А3-СР-50 — предназначен для постановки уводящих ложных радиолокационных целей, облако дипольных отражателей перенацеливает на себя радиолокационные ГСП атакующих ракет.
- Длина — 1225 мм
- Масса — 25 кг
- Масса снаряжения — 10 кг (по другим данным — 11 кг)
- Постановка ложных целей данным снарядом возможна на дальности — 20-50 м
- Тип снаряжения — дипольные отражатели

Снаряд А3-СО-50 — служит для постановки широкодиапазонных оптических маскирующих завес и уводящих ложных целей, обеспечивающих перенацеливание на себя ГСП атакующего оружия на стадии автосопровождения.
- Длина — 1225 мм
- Масса — 20 кг (по другим данным — 25 кг)
- Масса снаряжения —  6 кг (по другим данным — 7,3 кг)
- Тип снаряжения — ... (относится к пиротехническому типу)
- Постановка ложных целей данным снарядом возможна на дальности — 20-50 м, помеха выставляется в виде аэрозольного облака в непосредственной близости от защищаемого корабля

Снаряд А3-СОМ-50 — представляет собой модификацию снаряда А3-СО-50 и предназначен для постановки оптических маскирующих завес и уводящих ложных целей
- Длина — 1225 мм
- Масса — 22 кг (по другим данным — 21,8 кг)
- Масса снаряжения —  6 кг (по другим данным — 7,3 кг)
- Тип снаряжения — ИК-ловушки (лазерное, относится к пиротехническому типу)
- Постановка ложных целей данным снарядом возможна на дальности — 20-70 м, помеха выставляется в виде аэрозольного облака в непосредственной близости от защищаемого корабля

Снаряд А3-СК-50 — предназначен для постановки комбинированных помех
- Длина — 1225 мм
- Масса — 25 кг
- Масса снаряжения —  6,9 кг (по другим данным — 9,1 кг)
- Тип снаряжения — ИК-ловушки и дипольные отражатели
- Постановка ложных целей данным снарядом возможна на дальности — 20-50 м

Снаряд А3-СМ3-50 — служит для постановки маскирующей завесы
- Длина — 1225 мм
- Масса — 19,4 кг
- Масса снаряжения —  4,4 кг
- Тип снаряжения — ...
- Постановка ложных целей данным снарядом возможна на дальности — 20-50 м

## Размещение
Комплекс РЭБ ПК-10 размещается на кораблях всех классов (от катеров до авианосцев). Данный комплекс включен в состав вооружения таких надводных кораблей как:
- Эскадренные миноносцы (ЭМ) пр. 956

- Большие противолодочные корабли (БПК) пр. 1134-Б и пр. 1155.1

- Сторожевые корабли (СРК) пр. 1135, пр. 11540, пр. 11661
- Малые противолодочные корабли (МПК) пр. 1124

- Малые артиллерийские корабли (МАК) пр.21630
- Малые ракетные корабли (МРК) пр.1234.1, пр.1239
- Ракетные катера (РКа)  пр.1241
- Фрегаты проекта 11356

и другие типы кораблей
Кроме того, был разработан и вариант наземного базирования, он получил обозначение КТ-216-Н-Э.

## Статус
Россия (СССР) — на вооружении (по состоянию на 2017 год)